# Дикин, Пэтти
Леди Элизабет Марта Энн Дикин (урождённая Браун, англ. Elizabeth Martha Anne Deakin (Browne), 1 января 1863, Тулламарин, Виктория, Британская империя — 30 декабря 1934, Мельбурн, Австралия) более известная как Пэтти (англ. Pattie) — австралийский филантроп и политик. Супруга премьер-министра Австралии Альфреда Дикина. Дама-командор ордена Святого Иоанна (1909) и ордена Британской империи (посмертно, 1935).

## Ранняя жизнь
Элизабет родилась 1 января 1863 года в городе Тулламарин в британской колонии Виктория. Её отцом был Хью Джунор Браун, — спиритуалист и винодел, а матерью Элизабет Браун (урождённая Тёрнер). Отец родился в Эдинбурге, Шотландия, дед по отцу был священником, а бабушка принадлежала к знатному клану Мэтисон.
Первоначально Пэтти была на домашнем обучении. В 12 лет, после переезда семьи в Ист-Мельбурн поступила в Грантаун-Хаус, — «модный женский колледж под патронажем англиканского истеблишмента». С детства занималась так называемым «автоматическим письмом». Её отец изначально принадлежал к церкви Шотландии, но позже оставил её и обратился в спиритуализм. Он регулярно проводил спиритические сеансы на дому, иногда приглашая медиума. Реже этим медиумом была сама Пэтти.
Все эксперименты были записаны. Часть этих записей попали в книгу под названием «Human Personality and Its Survival of Bodily Death», которая была впервые выпущена в США в 1907 году Леопольдом Майерсом, — сыном британского поэта и критика, известного спиритуалиста и парапсихолога Фредерика Майерса и считается классикой спиритуалистской литературы.

## Знакомство и брак

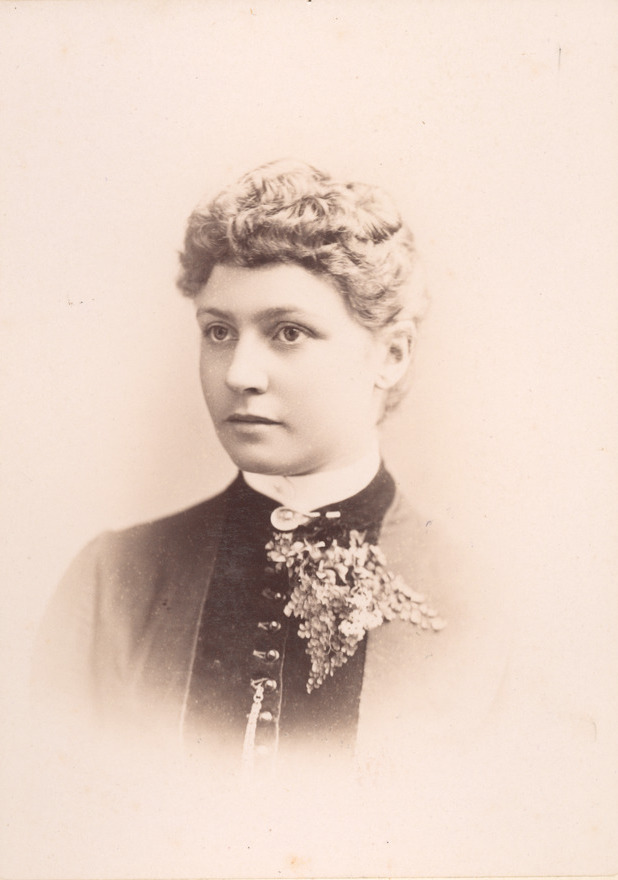
Портрет 1880 года

Элизабет Браун познакомилась со своим будущим мужем Альфредом Дикином в 1874 году в так называемом Melbourne Progressive Lyceum, который стал воскресной школой для спиритуалистов Мельбурна. Ей тогда было 11 лет, а ему 17. Альфред работал руководителем школьного оркестра. На выпускном балу, состоявшемся в один день с её 16-летием он пригласил её на танец. В 1881 году, после совершеннолетия Пэтти, Альфред стал активно ухаживать за девушкой. Для этого требовались немалые средства, и фокус Альфреда сместился с политики, которой он уже активно занимался, на финансы, ибо её отец был крайне педантичен в выборе жениха. К предложению руки и сердца будущий премьер-министр готовился с апреля, а в июле того же года позвал Пэтти замуж. Хью Браун отнёсся к выбору дочери скептически, в основном из-за финансовой неустойчивости молодого человека и даже несколько раз всеми силами задерживал свадьбу. Но он всё же дал добро старшей и любимой из дочерей, которая единственная пошла по его стопам, самой определять свою судьбу, ведь у него было ещё 10 детей. Но приданого всё же лишил.
В брак Альфред и Пэтти вступили лишь 3 апреля 1882 года. Религиозная служба на церемонии не велась, проводилась лишь гражданская. Медовый месяц молодожёны провели на Тасмании. Затем около двух лет жили с родителями Альфреда и его сестрой Кэтрин (первоначально у женщин сложились весьма дружеские отношения, но позже они испортились) перед тем как переехать в новый дом, купленный отцом Альфреда.

## Общественная жизнь и благотворительность

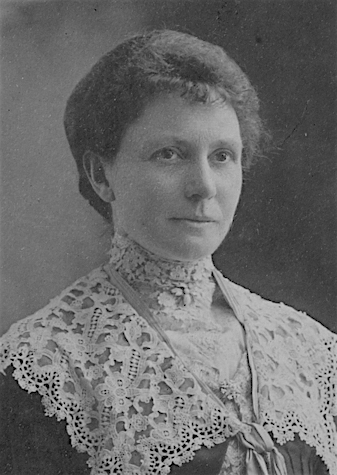
Портрет 1905 года

Пэтти очень часто болела и не любила путешествовать, но когда это было возможно, она сопровождала мужа в любой его поездке. Первую публичную речь она произнесла в 1907 году, после того как супруга бывшего губернатора Нового Южного Уэльса попросила её выступить на собрании. В том же году Пэтти стала главой комитета на выставке работ в Мельбурне; она была организована королём Георгом V, а Альфред зачитывал на ней речь. За общественную деятельность Элизабет предложили должность руководителя первой ассоциации детских садов и яслей в стране. Помимо этого она заняла должность главы совета медсестринского дела в Австралии, за что в 1909 была награждена почётным сертификатом от «Скорой помощи Святого Иоанна», а за совместную с мужем организацию первой в стране сети детских площадок получила орден святого Иоанна от короля Георга.
В 1912 году Пэтти пригласили стать президентом Lyceum Club, нового клуба для женщин, отличившихся в искусстве, музыке, литературе, благотворительности или на государственной службе.
С 1915 по 1919 год Пэтти помогала управлять шведского стола «Анзак» для солдат, сначала в палатке с колоколом возле больницы № 5 на Сент-Килд-роуд в Мельбурне. Он был укомплектован для помощи добровольцам, уехавшим на войну или вернувшимся с неё. Депо «в первый год предоставляло комфорт 4000 солдат в неделю в вопросах питания, одежды, поездок на автомобиле, денежных ссуд и подарков».
После Первой мировой войны Пэтти продолжила свою благотворительную деятельность; её пригласили стать первым президентом организации Girl Guides, и она стала единственной женщиной-членом траста австралийских столичных имперских сил для обучения детей солдат-инвалидов или солдат-инвалидов. Она занимала эту должность до своей смерти в 1934 году. На посту её сменила дочь Вера Дикин Уайт.

## Последние годы жизни и смерть
Альфред Дикин ушёл из парламента в 1913 году из-за плохого состояния здоровья и продолжительной болезни. Он умер в 1919 году в возрасте 63 лет. До самых последних дней Пэтти оберегала мужа и заботилась о нём.
Незадолго до своей смерти Пэтти всё же согласилась принять Превосходнейший орден Британской империи за свою благотворительность, но не дожила до момента вручения. Она умерла в своем доме «Беллара» на Пойнт-Лонсдейл в Мельбурне незадолго до своего 71-го дня рождения и была похоронена рядом со своим мужем на кладбище Сент-Кильда. В 1935 году, за многочисленные заслуги перед страной и за благотворительность она была награждена уже посмертно.

## Семья
С мужем у Пэтти было трое детей:

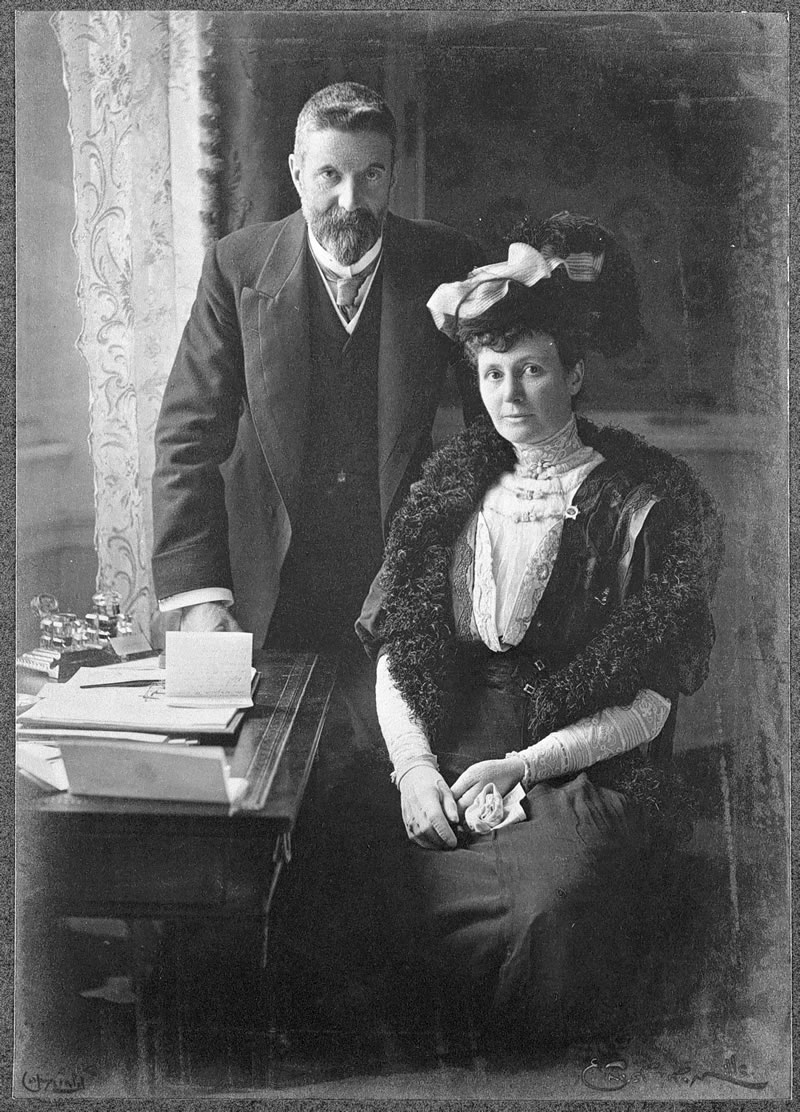
Пэтти с мужем Альфредом

- Айви Брукс (14 июля 1883 — 27 декабря 1970), Президент Национального совета женщин Австралии, была замужем за известным бизнесменом и филантропом Гебрертом Робертом Бруксом[22];
- Стелла Риверт (1886—1976), род занятий неизвестен. Муж — сэр Альберт Чербери Дэвид Риветт, академик и учёный-химик, кавалер ордена Британской империи[23].
- Леди Вера Дикин Уайт (25 декабря 1891 — 9 августа 1978), военный (участник Первой мировой), филантроп и работник Красного креста. Кавалер ордена Британской империи[24]. Супруга сэра Томаса Уолтера Уайта, политика, пилота и героя Первой мировой, награждённого орденом Британской империи, знаком отличия офицеров колониальных вспомогательных войск[англ.] и крестом «За выдающиеся лётные заслуги»[25];

Между рождением Стеллы и Веры женщина пережила два выкидыша, точная их дата и пол детей не известны.